# Callithrix penicillata
Callithrix penicillata és una espècie de primat de la família dels cal·litríquids que viu al Brasil (des de l'estat de Bahia fins al de Paraná).